# Zabrđe (Leposavić)
Pour les articles homonymes, voir Zabrđe.
Zabrđe en serbe latin et Zabërgjë en albanais (en serbe cyrillique : Забрђе) est une localité du Kosovo située dans la commune/municipalité de Leposavić/Leposaviq, district de Mitrovicë/Kosovska Mitrovica. Selon des estimations de 2009 comptabilisées pour le recensement kosovar de 2011, elle compte 18 habitants, dont une majorité de Serbes.

## Géographie
Zabrđe/Zabërgjë est situé à 4 km à l'est de Leposavić/Leposaviq, sur les pentes sud-ouest des monts Kopaonik. Le village fait partie de la communauté locale de Leposavić/Leposaviq.

## Démographie

### Évolution historique de la population dans la localité
| 1948 | 1953 | 1961 | 1971 | 1981 | 1991 | 2009 |
| ---- | ---- | ---- | ---- | ---- | ---- | ---- |
| 45   | 54   | 66   | 66   | 49   | 21   | 18   |

|  |